# Роннер-Книп, Генриетта
Генриетта Роннер-Книп (31 мая 1821 — 28 февраля 1909) — бельгийская художница-анималистка голландского происхождения, наиболее известная благодаря своим картинам с изображением кошек.

## Биография
Генриетта Роннер-Книп родилась в семье художников. Отец, Йозеф Август Книп давал ей и своей младшей сестре Генриетте Гертруде уроки живописи; мать — французская художница Полин Рифер де Курсель, в основном изображавшая птиц (некоторые источники утверждают, что матерью Генриетты Роннер-Книп была Конелия ван Леувен, с которой её отец жил в то время, разойдясь с женой). Дедушка по отцу, Николас Книп (1741—1808), также был художником.

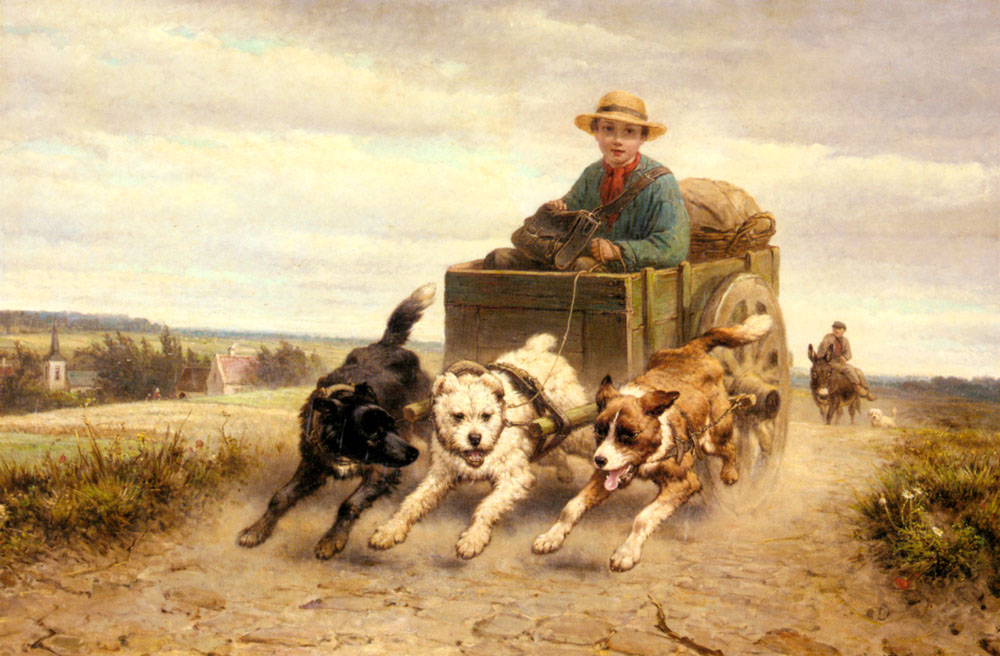
Собачья упряжка

Семья часто переезжала из-за работы отца. В 1823 году Джозеф Август Книп ослеп на один глаз, а спустя год он и Полин Рифер де Курсель развелись, и он женился на Корнелии ван Леувен. В 1832 году художник полностью ослеп, но семья продолжала менять место жительства до 1840 года, когда они осели в Берликуме. К тому времени Генриетта взяла на себя финансовую ответственность за всю семью и начала серьёзно заниматься живописью.
После смерти Корнелии Генриетта переехала в Амстердам, где начала писать фермерские пейзажи, леса и животных акварелью, а затем и маслом. Она стала первой женщиной, ставшей активным членом сообщества художников Arti et Amicitiae. В 1850 году она вышла замуж за Фейко Роннера и они переехали в Брюссель. Муж часто болел и не мог работать на постоянной основе, поэтому он стал агентом Генриетты. К тому времени она сузила свой круг интересов в живописи и писала практически только собак и кошек. Среди натурщиков были собаки Марии Генриетты Габсбург-Лотарингской и принцессы Марии Гогенцоллерн-Зигмаринген. В последние годы жизни она жила в доме с большим садом, где держала собак, кошек и попугая, которые стали героями не только её картин, но и скульптур.
В 1887 году она получила Орден Леопольда I, а в 1901 году — стала кавалером Ордена Оранских-Нассау. Её трое детей также стали художниками.

## Работы

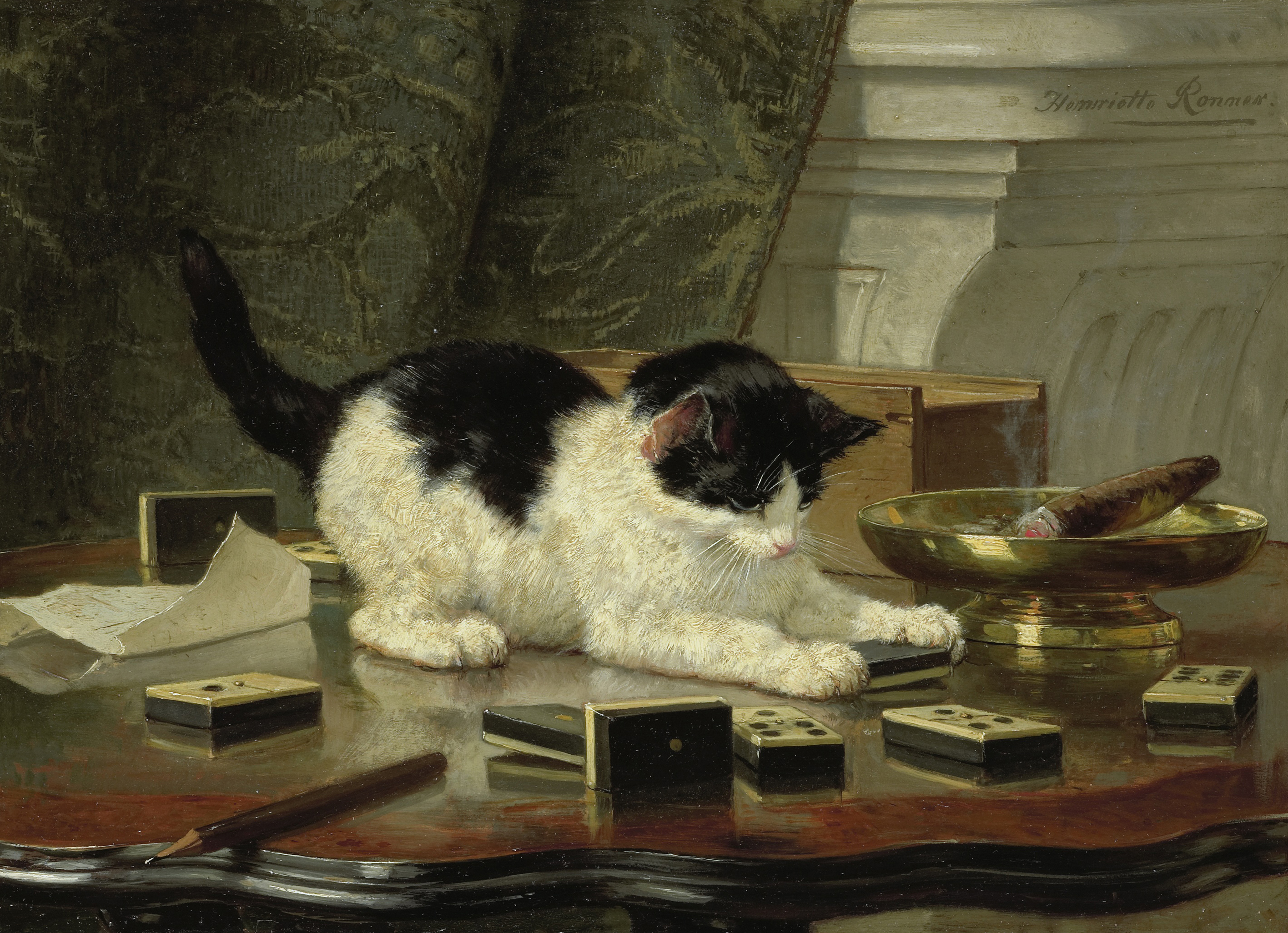
Игра котёнка
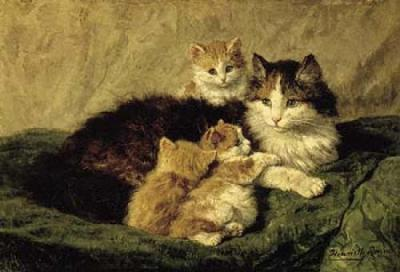
Довольство
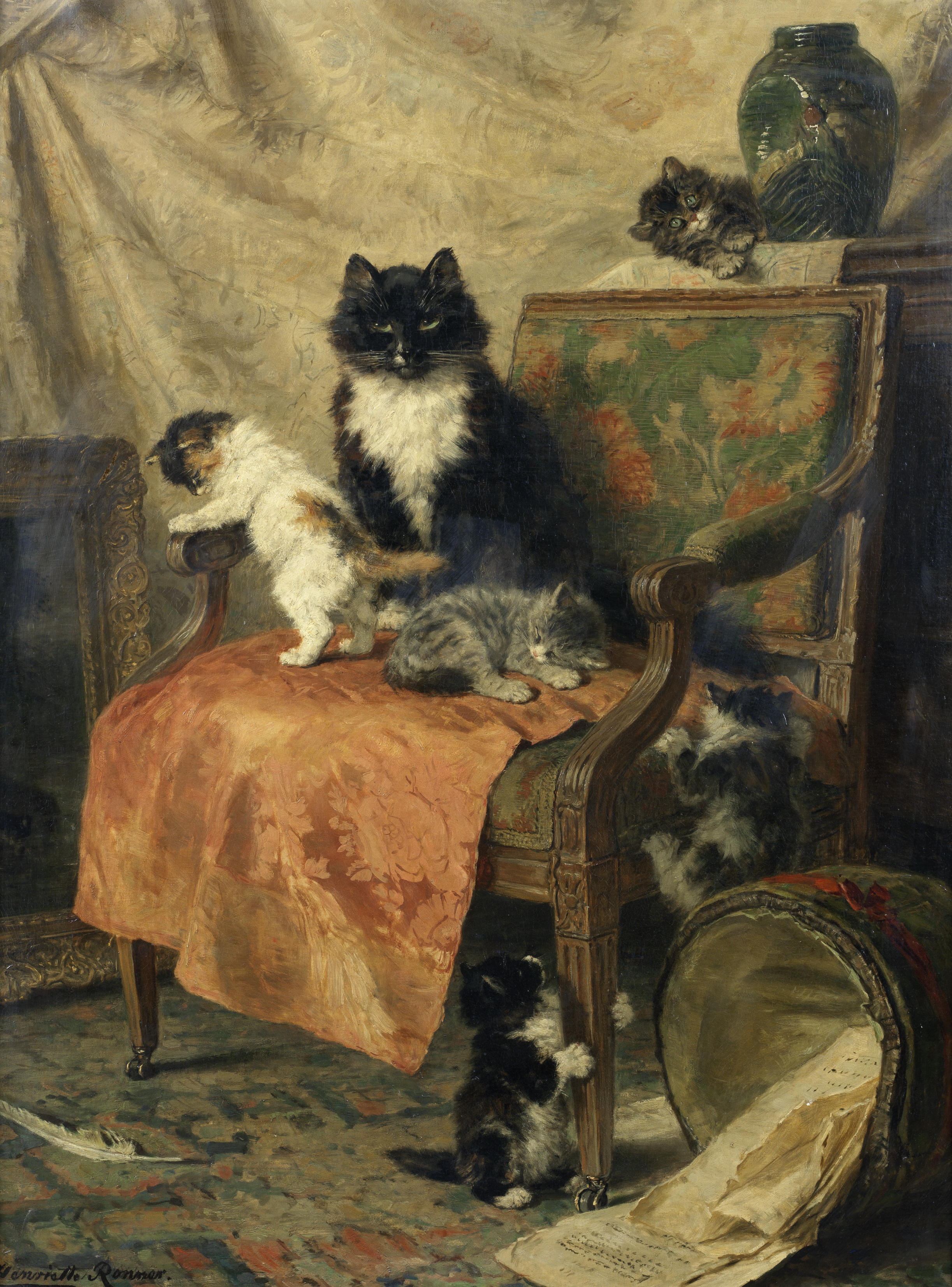
Котята играют
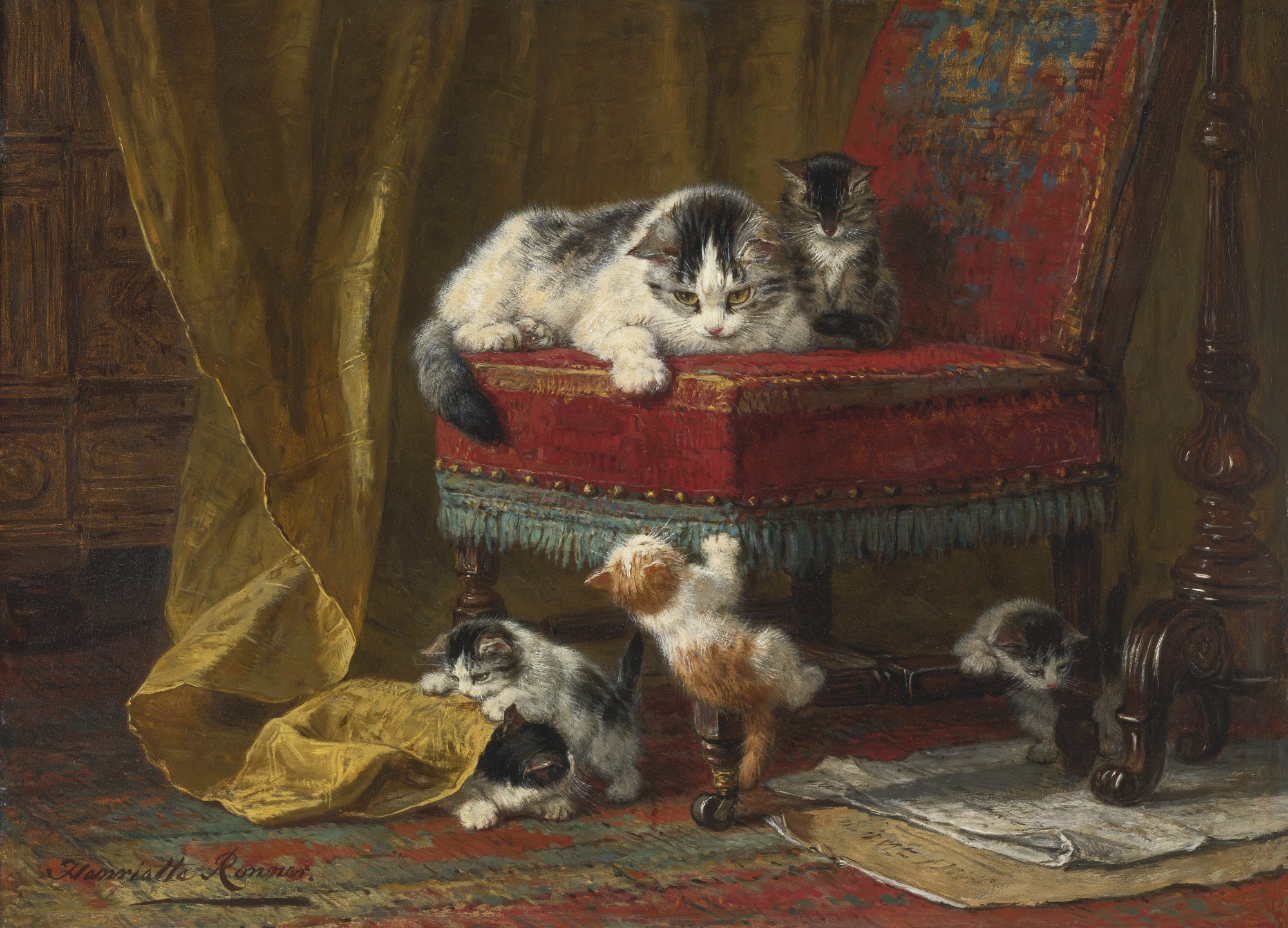
Мамина гордость